# Splátka dluhu
Splátka dluhu : Praha a její německy hovořící architekti 1900-1938 je katalog stejnojmenné výstavy, která byla věnována německy hovořícím architektům, kteří působili v prvních čtyřiceti letech 20. století v Praze. Autorem koncepce výstavy a textů katalogu je Zdeněk Lukeš. Publikace vyšla paralelně i v němčině: Begleichung der Schuld : in Prag tätige deutschprachige Architekten 1900-1938 (ISBN 80-86627-05-5, překlad do němčiny: Rico Schote).

## Výstava
Vlastní výstava proběhla od 19. prosince do 16. února 2003 v Galerii Jaroslava Fragnera v Praze a poté od 25. května do 31. srpna 2003 v Museu Ostdeutsche Galerie Regensburg. Pořadateli výstavy byli Nadace české architektury, Galerie Jaroslava Fragnera, Ostdeutsche Galerie Regensburg. Spolupořadatelé: Goethe-Institut Praha a Židovská obec v Praze. Výstavu podpořilo Ministerstvo kultury České republiky a Česko-německý fond budoucnosti. Výstava byla dále realizována v městch Berlín, Mnichov, Vídeň, Rotterdam, Stockholm, Tel Aviv.

## Seznam architektů v katalogu
- Hermann Abeles
- A. Ackermann
- Karl Theodor Bach
- Bruno Bauer
- Bedřich Ehrmann
- Leopold Ehrmann
- Ehrmann und Steur
- Rudolf Eisler
- Heinrich Fanta
- Theodor Fischer
- Adolf Foehr
- Emil von Förster
- Victor Fürth
- Friedrich Gerstl
- Max Gerstl
- Hubert Gessner
- Otto Glass
- Otto Grams
- Jacques Groag
- Rudolf Hildebrand
- Franz Hruschka
- Karl Jaray
- Victor Kafka
- Erwin Katona
- Kauder und Weisskopf
- Zikmund Kerekes
- Friedrich Kick
- Otto Klein
- Otto a Karl Kohn
- Paul Albert Kopetzky
- Zdenko Kral
- Viktor Lampl a Otto Fuchs
- Fritz Lehmann
- Adolf Loos
- Möse, podnikatelství staveb
- J. R. Moschner
- Ernst Mühlstein
- Franz Hubert Neugebauer a Josef Richard Neugebauer
- Alexander von Neumann
- Oscar a Elli Oehler
- Friedrich Ohmann
- Karl E. Ort
- Bruno Paul
- Artur Payr
- J. L. Pleschinger
- Alfred Pollak
- Felix Quetting
- Martin Reiner
- Eugen Rosenberg
- Alexander Rott
- Bruno Rücker
- Otto Schöntahl
- Alfred Schwarz[p 1]
- Berthold Schwarz[p 1]
- Karl Simon
- Kurt Spielmann
- Max Spielmann
- Wilhelm Stiassny
- Karl Stiegler
- Paul Sydow
- Emil Weichert
- Rudolf Weiser
- Rudolf Wels
- Ernst Wiesner
- Rudolf Winternitz
- Josef Zasche
- Otto Zucker